# Batista Mendy
Batista Mendy (* 12. Januar 2000 in Saint-Nazaire) ist ein französischer Fußballspieler. Der defensive Mittelfeldspieler spielt seit 2023 für Trabzonspor.

## Karriere

### Verein
Mendy durchlief zunächst die Jugendmannschaften des FC Nantes. Am 25. August 2018 absolvierte er erstmals ein Spiel für die zweite Mannschaft. Sein Debüt in der ersten Mannschaft in der Ligue 1 gab er zwei Jahre später am 13. September 2020 gegen die AS Monaco als er in der 61. Minute für Abdoulaye Touré eingewechselt wurde. Nach Ablauf seines Vertrages wechselte er im Sommer 2021 ablösefrei zu SCO Angers. Im Sommer 2023 wechselte er in die Süperlig zu Trabzonspor.

### Nationalmannschaft
Mendy spielte für diverse Jugendnationalmannschaften Frankreichs und nahm im Zuge dessen unter anderem an der U-17-Fußball-Weltmeisterschaft 2017 teil.